# MIM-46 (ミサイル)
MIM-46 モーラー（英語: Mauler）は、ジェネラル・ダイナミクス社コンベア部門（後のポモナ部門）が開発した短距離防空ミサイルである。アメリカ陸軍のボフォース 60口径40mm機関砲を補完・代替する野戦防空兵器として期待されたものの、開発の遅延とコスト上昇によって、計画は中止された。

## 開発に至る経緯

### 高射機関砲の改良計画
1950年に朝鮮戦争が勃発した時点で、アメリカ陸軍が野戦部隊に配備できる短距離防空用兵器は、12.7mm機関銃とM19A1 40mm連装機関砲のみだった。陸軍武器科では1948年6月よりスティンガー計画に着手し、レーダー射撃統制システムと連動した15.2mm機関銃の開発を進めていたが、射程不足が問題視されて、1951年には計画中止となった。朝鮮戦争初期の経験から、従来の40mm機関砲よりも効果的な低高度防空兵器の必要性が認識され、まずは改良型の40mm連装機関砲としてM42 ダスターが開発された。しかしダスターと随伴して使用される予定だったレーダーFCS車両は、コスト高騰のために、1952年に開発中止となった。
武器科長官は、ダスター用レーダーFCSの開発中止直後より代替プランを策定させており、当初の計画では、フェーズIとしてダスターに測距レーダーを付加するラダスター（RADUSTER）、フェーズIIとして37mmガトリング砲を用いたヴィジランテ高射機関砲を開発したのち、フェーズIIIとしてより高性能なシステムを開発することとされていた。しかし1957年中盤の検討により、砲熕兵器では1965年以降の経空脅威に対抗困難であると結論された。この頃にはラダスター計画は棚上げされており、ヴィジランテも、従来の高射機関砲と比べれば大幅な性能向上が見込まれるとはいっても、このように深刻化した経空脅威には対抗困難と考えられた。また37mm口径弾の重さやガトリング砲の発射速度の速さによる、兵站面の負担の重さも懸念材料であった。

### モーラー計画の発足
1957年7月、陸軍参謀本部は戦闘力開発目標手順を改訂して短距離地対空ミサイルの開発を盛り込み、2週間後には大陸軍司令部（CONARC）により前線防空用ミサイルの開発要求が提示されて、これがモーラー計画となった。ただし、CONARC司令官は1963年度には部隊配備できるように計画を急ぐことを要望したものの、研究開発部長は予算上の制約を指摘し、まずは限られた予算の範囲で開発を開始することを進言した。
武器科とCONARCの要請に応じ、各社・研究所から1958年3月24日までに32案が応募され、12月1日には、ゼネラル・エレクトリックとジェネラル・ダイナミクス（GD）社コンベア部門（後のポモナ部門）、マーティン、そしてスペリーの4社のレポートが陸軍ロケット・ミサイル局（ARGMA）に転送された。審査やそのフィードバックを受けた修正を経て、1959年2月6日の最終会合において、ARGMAの選定委員会はGD社コンベア部門の提案を承認した。1959年11月13日、国防長官府（OSD）の国防研究技術部長（DDRE）はモーラーの開発計画案を承認し、12月30日に1960年度の研究開発資金を陸軍省に交付した。
1960年頃からは、陸軍に加えて海軍・海兵隊もモーラー計画への関心を示しており、1961年6月には海軍作戦部長がモーラー計画運営委員会による検討のための補足案を発表し、まもなく兵器局 (BuWeps) がジョンズ・ホプキンズ大学応用物理研究所（JHU/APL）に対してモーラーの艦載版についてのフィジビリティスタディを依頼、1962年3月21日には海軍作戦部長がシーモーラー武器システムの要件を提示した。
また1960年には、アメリカ陸軍は北大西洋条約機構（NATO）諸国に対してモーラーの開発計画への参加を提案、イギリス陸軍とカナダ陸軍は前線防空システムの共同開発そのものには同意したものの、両国はイギリスで開発中のPT.428のほうを高く評価したため、この時点ではモーラーの開発には参加しなかった。その後、1962年3月のPT.428の計画中止を受けて、1963年にはイギリスとカナダもモーラーの開発組織に参加した。

## 設計

### ミサイル本体
ミサイルの誘導方式は、元来はXバンドのレーダーを用いたセミアクティブ・レーダー・ホーミング（SARH）とされていたが、1964年末の検討において、赤外線誘導（IRH）と切り替えて用いる、あるいはSARH誘導のミサイルとIRH誘導のミサイルを併用することも検討されるようになった。IRH誘導のミサイルは基本的に昼間での運用に限定される一方、応答時間の短縮や同時多目標対処能力の向上などが期待されていた。
推進装置は1段式の固体燃料ロケットモーターであった。ロケットエンジンの推進剤のグレイン形状は円管型で、推力は8,350 lbf (37.1 kN)、ミサイルを最大速度マッハ3.2で飛翔させることができた。
弾頭としてはピカティニー・アーセナルが開発したXM-51（重量約20ポンド）が搭載された。

### システム構成

#### 野戦用

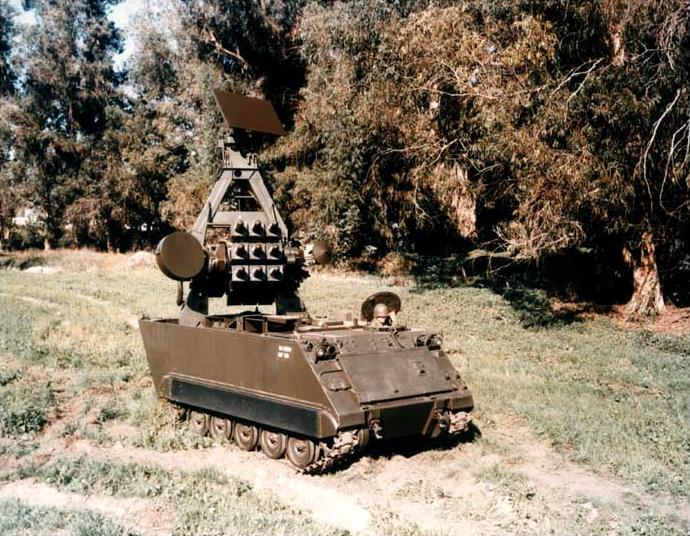
自走式発射機のプロトタイプ。

モーラーは、M113装甲兵員輸送車をベースとした車両に、武器システムを搭載・収容したポッドを乗せて、1両で自己完結したシステムとする構想であった。最初期にはC-123B輸送機での空輸に対応することが求められていたが、後にこの条件は削除されて重量制限は緩和された。
武器ポッドは、コンソールやコンピュータが配置された操作スペースと砲塔から構成されている。砲塔では、頂部に捕捉レーダー、その下にミサイル12発、その左側には火器管制レーダーが配置されていた。ミサイルはランチャーを兼ねたキャニスターに収容されて、搭載される。当初は6発を2段に配置していたが、後に4発を3段に配置するように改訂された。
捕捉レーダーはアンテナを旋回させて全周を走査し、仰角方向も70度まで探知可能とされており、ヘリコプターからオネストジョンやリトルジョンといったロケット弾（レーダー反射断面積0.1平方メートル程度）までに対応して、探知距離は19.5キロと計画されていた。動作周波数は、当初はCバンドとされていたが、後にLバンドに変更された。

#### 艦載用
アメリカ海軍は、1950年代にはテリアやターターといった艦対空ミサイルの開発・配備を進めていたが、50年代後半には経空脅威の深刻化が進み、このような本格的な艦対空ミサイルを搭載する余裕がないような艦艇にも何らかの防空ミサイルを搭載する必要が認識されるようになっていた。
このような要請に応じて海軍が計画したのが基本個艦防空ミサイル・システム（Basic Point Defense Missile System: BPDMS）であり、ミサイルとしてはRIM-46 シーモーラー（Sea Mauler）が用いられることになっていた。1962年に作成されたSCB-199C計画護衛駆逐艦（後のノックス級フリゲート）の設計案では、艦尾側にシーモーラーの搭載を予定していた。

## 計画の中止とその後

### 開発中止に至る経緯
誘導装置を持たない試験弾であるLTV（Launch Test Vehicle）は1961年9月に、単純な空力制御のみを受けるCTV（Control Test Vehicle）も同年中に初飛行した。そして誘導装置を取り付けたプロトタイプであるGTV（Guidance Test Vehicle）は1963年6月より試験に入った。しかし試験の過程で、発射時のキャニスターの構造的な不具合（隣接するキャニスターの損傷）、新型ロケットモーターの問題（モーターケーシングの不具合）、空力的な問題（過大な空気抵抗と制御翼のフラッター現象）、誘導の不具合（発射直後にシーカーのロックが解除される）など、様々な重大問題が生起した。
GTVの性能不満足などを踏まえて、1963年10月から11月にかけて行われたブリーフィングにおいて、モーラー計画のプロジェクト・マネージャーは、開発計画を実現可能性検証へと方針転換するよう勧告した。この提案を踏まえてEVP（Fesasibility Validation Program）が着手されるとともに、1963年11月中旬には、陸軍ミサイル司令部 (MICOM) の陸上戦闘システム担当副司令官であったチャールズ・W・アイフラー准将を委員長とする技術委員会が設置された。1960年から1963年にかけての開発計画が度重なる失敗とスケジュールの遅れに見舞われたのと対照的に、これらの実現可能性検証作業は、コスト的にも工期的にも成功を収めた。
しかし度重なる失敗とスケジュールの遅れはコスト上昇を招き、研究開発試験・評価の費用は7,760万ドルから3億5,390万ドルに増加していた。またその間にも経空脅威は更に深刻化していたこともあって、実現可能性検証作業と並行して、陸軍戦闘開発コマンド (CDC) で費用対効果研究が行われることになった。1964年2月、CDC防空局は、モーラーの機動力や応答時間の迅速さには高い評価を与えつつもコスト上昇を問題視し、野戦防空における漸進策としては自走式ホーク（最終的にはSAM-D（後のパトリオット））のほうがよい候補であると結論した。またこの際の検討では、シンプルで応答時間が迅速な晴天型（fair-weather）のシステムを多数配備して、少数の全天候型システムと組み合わせるというコンセプトが適切であることも示された。
そして1965年2月には、師団用の全天候型防空システムとしてのモーラーの開発を正当化することは困難で、全天候型システムとしてはホークのほうが優れていること、そして晴天型防空システムとしてはチャパラル（海軍のサイドワインダー空対空ミサイルのSAM仕様）とVADS（20mmバルカン砲の高射機関砲仕様）でも所期の能力を獲得できることが報告された。
CDCでの費用対効果研究での否定的評価を受けて、国防長官府（OSD）や陸軍省（DA）におけるモーラー計画への支持は急激に失われていった。1964年11月、マクナマラ国防長官は、1966年度予算でのモーラー計画への割り当て資金を4,600万ドルから1,000万ドルに削減するよう指示し、1965年には、FVPの結果に関わらずモーラー計画が中止される運命にあることは明らかになっていた。1965年7月19日、国防長官はモーラー計画の中止を承認した。

### 各国での代替計画
上記の検討を踏まえて、アメリカ陸軍では自走式ホークとチャパラル、VADSの開発へと進んだが、特にチャパラルの開発は、モーラーと同様に財政的および技術的苦境に直面した。断片的な資金調達、軍事的要求の度重なる変更、初期の研究開発モデルの欠陥を修正するための大規模な再設計により、チャパラルのコスト見積もりは、1965-69年度の時点では9,540万ドルだったものが、1965-73年度では5億7,796万ドルに増加した。自走式ホークやVADSまで含めたコストは8億7,320万ドルで、全天候型（SARH・IRH併用型）モーラーの予測コストである8億7,700万ドルに迫る勢いであった。チャパラルの最初の量産モデルは1969年にアメリカ陸軍に引き渡された。
ブリティッシュ・エアクラフト・コーポレーション（BAC）は、PT.428計画の終了後、誘導方式をレーダー式から光学式の半自動指令照準線一致誘導方式（SACLOS）に変更するなどしてシステムを簡素化する研究を進めており、当初は「デフォー」（Defoe）、1963年にはET.316として正式に要件が提示された。1967年にレイピアと命名され、1973年にはイギリス陸軍・空軍での初期作戦能力を達成した。当初は晴天時の運用に限られていたが、後に全天候性を獲得した。
野戦用のモーラーと同時に艦載用のシーモーラーもキャンセルされたことから、アメリカ海軍は代替案としてシースパローの開発に着手した。ノックス級のシーモーラーBPDMS用のスペースはQH-50 DASH用の航空艤装に振り替えられたが、後に同級のうち31隻に対してシースパローBPDMSの後日装備が行われた。同級の残る14隻はチャパラルを艦載化したシーチャパラルを搭載する予定だったが、これは実現しなかった。ただしシーチャパラルも、1972年に太平洋艦隊のFRAM改修型駆逐艦9隻に搭載されたほか、中華民国海軍にも輸出されて運用されている。